# شركة ديك كلارك للإنتاج
شركة ديك كلارك للإنتاج (Dick Clark Productions, Inc.) وتعرف بـ«أستديو ديك كلارك» أو بـ «ديك كلارك برودكشنز» وغالبا ما تختصر بـ dcp، هي شركة النتاجات ترفيهية اميركية أسسها الفنان ديك كلارك. منذ إنشائها في عام 1957، أنتجت الشركة عددا من البرامج التلفزيونية، من أشهرها: أمريكا الفرقة،  برنامج ديك كلارك، حيث يكون العمل، حفلة ليلة ديك كلارك لرأس السنة، جوائز الموسيقى الأمريكية (أول حفل جوائز لها) حفلة أربعاء ديك كلارك الحية، بلوبيرز، مخيم ميدنايت، المتحدون، ما يفوق الخيال: حقيقة أم خيال، الطمع، الأحلام الأمريكية و إذا، هل تعتقد أنك تستطيع الرقص ؟ (إنتاج مشترك مع 19 شركة ترفيه).

## وصلات خارجية
- شركة ديك كلارك للإنتاج على موقع IMDb (الإنجليزية)

- ديك كلارك برودكشنز، الموقع الرسمي
- شركة ديك كلارك للإنتاج في قاعدة بيانات الأفلام على الإنترنتالصفحة الرئيسية في قاعدة بيانات الأفلام على الإنترنت